# Carmelo Ciccia
Carmelo Ciccia (Paternò, 5 gennaio 1934) è un italianista, saggista e critico letterario italiano.

## Biografia
Nato in una famiglia di braccianti agricoli, durante la seconda guerra mondiale è rimasto fortunatamente illeso nei terribili bombardamenti aerei a tappeto che colpirono la sua città di nascita.
Laureato in lettere all'Università di Catania nel 1957, dopo un biennio di assistentato universitario in lingua e letteratura italiana alla cattedra di Carmelina Naselli e un anno d'insegnamento in un liceo classico del capoluogo etneo, nel 1959 si è trasferito in Veneto, dove è stato docente e preside nelle scuole secondarie, per molti anni nel liceo classico di Conegliano, città di residenza. In seguito per un quindicennio è stato docente di dantistica nell'università per la terza età di Treviso.
Ha pubblicato una settantina fra libri e opuscoli, specialmente di saggistica e critica letteraria, anche in latino. I suoi libri si trovano nelle principali biblioteche e università dei cinque continenti.
Animatore culturale per oltre mezzo secolo, a Conegliano ha fondato e diretto il circolo “Leonardo” (divenuto importante centro di riferimento artistico-letterario del Nord-Est italiano grazie alle numerose mostre di pittura allestite, ai convegni poetici interregionali organizzati, ai concorsi di poesia indetti e al suo notiziario trimestralmente edito), il comitato della Società Dante Alighieri e il Gruppo "Amici di Dante" (con direzione anche della relativa collana di pubblicazioni di quest’ultimo). Ha presieduto varie giurie di premi letterari e per alcuni anni è stato membro della commissione comunale per la cultura.
Come dantista, ha pubblicato vari saggi su Dante e tenuto numerose conferenze e letture dantesche in Italia e all'estero. Nel 2002 ha ideato e fondato il "Maggio Dantesco", manifestazione culturale da lui organizzata e condotta per molti anni, nei primi dei quali è stata prolungata in autunno con gli “Episodi danteschi” da lui stesso svolti; e nel 2021 ha organizzato e curato una serie d'iniziative per il VII centenario della morte di Dante, fra cui la posa di una lapide commemorativa a Porta Dante di Conegliano.
È autore di opere di narrativa tradotte in Francia, Inghilterra e Grecia. Nel 1975-76 un suo racconto, tradotto in inglese, è stato trasmesso dalla BBC di Londra; altri suoi racconti sono stati inclusi in antologie scolastiche di varie case editrici, fra cui De Agostini (Novara), Giunti (Firenze), Guerra (Perugia), La Nuova Italia (Firenze), La Scuola (Brescia), Palumbo (Palermo), Tringale (Catania); e nel 1992 egli ha partecipato quale esperto alla trasmissione della RAI “Alla ricerca dell'italiano perduto” in diretta da Roma su Radiouno.
Ha collaborato a numerosi giornali e riviste, fra cui una ventina di quotidiani, particolarmente con recensioni e note critiche relative a circa un migliaio d'opere di scrittori e artisti di ogni epoca. E firmandosi come Carmelus Ciccia ha collaborato per diversi anni alla rivista vaticana "Latinitas" (interamente in lingua latina) con articoli, saggi e recensioni, poi revisionati, riordinati e ripubblicati, con l'aggiunta di qualche inedito, nel proprio volume Specimina Latinitatis..
Occupandosi del Pervigilium Veneris, di cui ha eseguito una traduzione in italiano, ha dimostrato che la Primavera del Botticelli è la raffigurazione della Hybla di tale poemetto latino, fonte principale per il dipinto del pittore toscano.
Nel 2004, in occasione della Giornata di festa del latino organizzata dalla Fondazione “Latinitas”, a Roma ha commemorato in lingua latina Francesco Petrarca nel 7º centenario della nascita. Nel 2005 è stato invitato al Quirinale dal presidente Ciampi, col quale ha avuto un cordiale colloquio.
Ha anche musicato alcuni canti liturgici latini.
Paolo Diffidenti ha scritto di lui nella rivista "Cimento" di Roma del 31.12.1974: "Carmelo Ciccia è l'espressione dello studioso d'oggi, che alla serietà sa unire un'autonomia critica ed un discernimento analitico fondato su intuizioni casuali o discrezionali personalissime. Per questo se ne apprezza l'opera, che, data l'originalità interpretativa spesso in contrasto con la critica militante, può costituire un valido sussidio didattico per insegnanti e studenti." E Luciano Nanni ha aggiunto in Literary.it di Padova, n° 9/2009: "Nei suoi saggi Ciccia dà vita a un excursus più unitario grazie alla competenza della materia e all'acutezza dei giudizi, dettati sempre da grande onestà intellettuale".

## Riconoscimenti
Ha ricevuto la medaglia d'oro della Città di Conegliano da parte del Sindaco del comune. 
Inoltre è stato insignito dei seguenti premi:
- Premio della Cultura della Presidenza del Consiglio dei Ministri, Roma 1973 e 1982;
- Medaglia d'oro dell'Académie Internationale de Lutèce, Parigi 1975;
- Prix “France-Italie” della Biennale Azuréenne, Cannes 1978;
- Premio della critica “Omaggio a Pirandello”, Roma 1986;
- Primi premi per la saggistica: “Scrittori trevigiani negli anni 90” a Treviso 1994, “Trofeo Sìlarus” a Battipaglia (SA) 1996, "Goffredo Parise” a Bolzano 1999.

## Onorificenze
— D.P.R. 2 giugno 1988, in “Gazzetta Ufficiale della Repubblica Italiana”, parte 1^, 4 maggio 1989

## Opere principali
- Il mondo popolare di Giovanni Verga, Gastaldi, Milano, 1967.
- Impressioni e commenti, Virgilio, Milano, 1974.
- Storie paesane e altre novelle, con illustrazioni a colori di Corbos, Club Autori-Editori, Pordenone, 1977.
- Petites histoires siciliennes, Barré-Dayez, Paris, 1977 (trad. Solange de Bressieux, pref. Hubert Gravereaux).
- Lingua e costume, Firenze Atheneum, Firenze, 1990.
- Dante e Gioacchino da Fiore, con postfazione di Giorgio Ronconi, Pellegrini, Cosenza, 1997.
- Il mito d'Ibla nella letteratura e nell'arte: con testo e traduzione del Pervigilium Veneris e nuova interpretazione della Primavera del Botticelli, Pellegrini, Cosenza, 1998. ISBN 88-8101-043-7
- Caronda: l'antico legislatore catanese, con presentazione di Giancosimo Rizzo, Centro di Ricerca Economica e Scientifica, Catania, 2001.
- Allegorie e simboli nel Purgatorio e altri studi su Dante, Pellegrini, Cosenza, 2002. ISBN 88-8101-114-X
- Profili di letterati siciliani dei secoli XVIII-XX, con presentazione di Giancosimo Rizzo, Centro di Ricerca Economica e Scientifica, Catania, 2002.
- I cognomi di Paternò: oltre 2000 cognomi di Sicilia e d'altrove, con presentazione di Giancosimo Rizzo e prefazione di Giovan Battista Pellegrini, Centro di Ricerca Economica e Scientifica, Catania, 2004.
- La brutta estate del '43 e antologia di Storie paesane con note e commenti, e con presentazione di Giancosimo Rizzo, Centro di Ricerca Economica e Scientifica, Catania, 2004.
- Saggi su Dante e altri scrittori, Pellegrini, Cosenza, 2007. ISBN 978-88-8101-435-4
- Saggi critici su Vincenzo Rossi, Gruppo “Amici di Dante”, Conegliano, 2009.
- Gli scrittori che hanno unito l'Italia / Sintetica rivisitazione della letteratura italiana nel 150° dell'Unità (1861-2011), Libraria Padovana Editrice, Padova, 2010. ISBN 978-88-89775-24-0
- Specimina Latinitatis, Gruppo “Amici di Dante”, Conegliano, 2010 (saggi in latino, quasi tutti già pubblicati nella rivista vaticana in lingua latina “Latinitas”, fra il 1999 e il 2005).
- Dante nelle arti figurative, 2ª edizione, Gruppo “Amici di Dante”, Conegliano, 2022.